# Órgano administrativo
Órgano administrativo es aquella unidad funcional abstracta perteneciente a una Administración Pública que está capacitada para llevar a cabo funciones con efectos jurídicos frente a terceros, o cuya actuación tiene carácter preceptivo.
El concepto de órgano, desarrollado por el Derecho administrativo, buscó en un principio explicar la imputación que se realiza al ente público de la voluntad y actividad de las personas físicas que están a su servicio. Dicho de otro modo, se mira al Estado como una persona jurídica cuya voluntad es manifestada por personas físicas de manera individual o colegiada.
Al realizar un análisis empírico de la Administración contemporánea, puede observarse cómo las Administraciones Públicas tienen una estructura particular, organizada a nivel interno con base en multitud de unidades funcionales abstractas interconectadas entre sí, y que tienen asignadas unas determinadas tareas bajo la dirección, gestión y responsabilidad de una sola persona física, o de un colegio de ellas (varias personas físicas forman la voluntad final del órgano, bien siguiendo la regla de las mayorías, bien siguiendo el principio de unanimidad).
Cabe destacar que no toda unidad funcional abstracta de las mencionadas puede considerarse órgano administrativo. Dogmáticamente, la doctrina reserva el término para aquellas que posean capacidad para realizar una actuación jurídica eficaz en el ámbito de las relaciones intersubjetivas, pudiendo expresar la voluntad del ente hacia instancias externas de la Administración.

## Regulación por países

### España
El Derecho de España regula la materia mediante aquella Ley 40/2015, de 1 de octubre, de Régimen Jurídico del Sector Público. 
La derogada Ley 6/1997, de 14 de abril, de Organización y Funcionamiento de la Administración General del Estado, también conocida como LOFAGE definía en su artículo 5.2 el órgano administrativo como "las unidades administrativas a las que se les atribuyan funciones que tengan efectos jurídicos frente a terceros, o cuya actuación tenga carácter preceptivo".